# アンソニー・アルバニージー
- アンソニー・アルバニージ
- アンソニー・アルバニージー

アンソニー・ノーマン・アルバニージー（英語: Anthony Norman Albanese [ˌælbəˈniːzi, ˈælbəniːz]、1963年3月2日 - ）は、オーストラリアの政治家。第31代オーストラリア首相（2022年5月23日就任）。オーストラリア労働党党首で、ケビン・ラッド政権では副首相を務めた。支持者などからの愛称はアルボ（Albo）。
英国に祖先を持たない、2人目のオーストラリア首相である（もう一人はクリス・ワトソン）。

## 来歴

### 生い立ち
1963年3月2日、シドニー郊外のダーリングハーストで、父カルロ・アルバニージー（イタリア系）と母マリアンヌ・エレリー（アイルランド系）の息子として生まれた。母エレリーはカルロとすぐに別れたため、アルバニージーは母から父親は死んだと聞かされており、2009年に会うまで一度も会ったことは無かった。エレリーと母方の祖父母に育てられ、母は清掃員としてパートタイムで働く。しかし、関節リウマチを患ったため、障害者年金と祖母の老齢年金で生計を立てていた。
首相就任につながる総選挙で勝利した2022年5月21日夜、「シングルマザーの息子で、公営住宅で育った人物が、首相として皆さんの前に立つことができる。オーストラリアは素晴らしい」と自らの来歴を語った。
キャンパータウンの小学校と、シドニー中心業務地区に位置する中等教育学校セント・メリーズ・カセドラル・カレッジで学んだ。12歳の時、公営住宅の売却計画に抗議して撤回に追い込んだ。卒業後、オーストラリア・コモンウェルス銀行で2年働く。その後、シドニー大学にて経済学を学ぶ傍ら、学生の政治活動に参加し、左派運動家として着実に歩みを進めた。

### 大学卒業後
経済学の学位を取得後、当時の地方政府担当大臣トム・ユーレンの政策秘書となる。その後、労働党ニューサウスウェールズ支部の副書記に当選し6年務める。1995年には当時のニューサウスウェールズ州知事である、ボブ・カーの上級顧問に就任した。

### 国政進出
労働党所属の下院議員ジャネット・マクヒューが1996年の総選挙を以て引退を表明したため、彼女が選出されたグレインドラー地区の労働党予備選挙に立候補して当選を果たす。本選挙でも当選し、国政に進出。国会では選挙区の主要な争点であった空港の騒音問題を取り上げたほか、同性婚合法化、労働者やオーストラリア先住民の権利を擁護する立場に立った。
2001年に影の内閣閣僚（高齢者担当）に就任すると、2007年の労働党による政権奪取まで様々な影の内閣を歴任する。ケビン・ラッド政権が発足すると、国土交通大臣に任命され、様々なプロジェクトを実行していった。続くジュリア・ギラード内閣でも引き続き留任した。党内不和が表面化するとラッド前首相側につき、ラッドが再登板すると副党首・副首相に任命された。
2013年オーストラリア総選挙でオーストラリア自由党に敗れた労働党が下野すると、ラッドの労働党党首の辞任に伴い党首選挙に立候補した。しかし、党員からは多くの支持を得たものの国会議員からの支持を伸ばせず、ビル・ショーテンに敗れる。2019年オーストラリア総選挙に労働党が大方の予想に反して敗北すると、ショーテンが党首を辞任。すぐに立候補を表明し、無投票で労働党党首に選出された。

### 首相就任
労働党党首として迎えた2022年オーストラリア総選挙で、労働党は保守連合を下し9年ぶりに政権の座につく。首相に就任するとすぐに東京で開かれていた日米豪印戦略対話（QUAD)首脳会議に出席し、岸田文雄首相、ジョー・バイデン大統領、ナレンドラ・モディ首相と会談。最短の外交デビューを果たす。
選挙戦ではスコット・モリソン政権に対して、オーストラリア森林火災 (2019年-2020年)など自然災害対応やCOVID-19ワクチン調達の遅れ、物価高に比して賃金が上がっていないことをとりあげて「変化」を訴えるとともに、外交・安全保障政策の継続を訴えて勝利した。一方で、中央銀行の政策金利や失業率を正確に答えられず、政策音痴と批判された。またパフォーマンスが控えめで知名度が低く、総選挙の勝利演説では「もう名前は分かってくれたかな」と語る一幕があった。
2022年9月27日、故安倍晋三国葬儀にアルバニージー首相はオーストラリア代表として参列した。
2022年総選挙で実施を訴えた、先住民の権利などを憲法に盛り込むための憲法改正国民投票は2023年10月14日に実現させた。しかし同年6月以降は支持が終始伸び悩み否決された。
2025年オーストラリア総選挙では、自由党のピーター・ダットンに対して当初劣勢だったものの、2期連続で当選した。オーストラリア総選挙における再選はジョン・ハワード政権以来21年ぶりとなった。

## 政策・主張
政治姿勢としては中道左派と評されている。また、難民の受け入れと同性婚をそれぞれ支持している。
- 共和主義者であり、オーストラリアの英連邦王国からの離脱支持（現在はその主張を凍結）。
- プロチョイス派。
- LGBTの権利を擁護、2017年の同性結婚法に賛成票を投じる。
- 難民の受け入れに賛成し、送還に反対。
- 気候変動対策・再生可能エネルギーの積極的活用に賛成[11]。

## 私生活
後にニューサウスウェールズ州副知事となる、カーメル・テバットと2000年に結婚。1人息子がいる。2019年に離婚。2022年時点では、女性の権利運動に熱心なヘイデンという女性をパートナーとしている。2024年2月15日にヘイデンと婚約したことを明らかにした。
自らを「イタリアとアイルランドのハーフ」であり、「非実践的なカトリック教徒」であると述べている。また、非常に音楽好きであり、ピクシーズのシャツを着てザ・ポーグスのライブに行ったという。国土交通大臣時代には、ドリー・パートンのツアーの際、繁文縟礼から救うため介入したとも言われている。
1999年から2002年の間、サウス・シドニー・ラビトーズの理事を務めた。『シドニー・モーニング・ヘラルド』紙によると、2009年に自由党のジョン・ハワード元首相がラビドーズの重役に就任しそうになると強硬に反対し、阻止するために各方面に電話をかけたという。